# Niet schieten
Niet schieten is een Vlaamse dramatische speelfilm uit 2018 geregisseerd door Stijn Coninx.

## Productie
In Niet schieten wordt de bijzonder gewelddadige overval van 9 november 1985 op een filiaal van de warenhuisketen Delhaize in Aalst door de Bende van Nijvel gereconstrueerd. De film behandelt de impact op David Van de Steen, toen een jongen van negen jaar, die de overval overleefde maar in de overval zijn vader, moeder en zus verloor. Het scenario is een bewerking door Stijn Coninx en Rik D'hiet van het boek Niet schieten, dat is mijn papa! dat Van de Steen samen met Humo-journaliste Annemie Bulté schreef. De film verhaalt de gebeurtenissen vanuit het zichtspunt van Albert, de grootvader van David Van de Steen, een rol van Jan Decleir. Regisseur Stijn Coninx investeerde zeven jaar in het project om het verhaal van de overval, zoals beleefd door David Van de Steen en zijn grootouders Albert en Marie-Josée Van den Abiel die David nadien opvingen, als een dramatische getuigenis en aanklacht tegen het langlopende onderzoek te verbeelden.
De opnames van de film werden gedaan tijdens 40 draaidagen van 29 augustus tot 3 november 2017. Er werd opgenomen in Aalst, Brussel, De Haan, in de bedrijfsgebouwen van AARC, en Carrosserie Dirk, beide in Erondegem, buitenopnames voor de voorgevel van BimSem in de Bleekstraat in Mechelen maar ook in de voormalige supermarkt Peeters-Govers in het centrum van Turnhout. De rol van David Van de Steen werd vertolkt door drie acteurs, de broers Mo en Kes Bakker en Jonas Van Geel.

## Rolverdeling
| Acteur                | Personage             | Rolbeschrijving           |
| --------------------- | --------------------- | ------------------------- |
| Jan Decleir           | Albert Van den Abiel  | grootvader "Petje"        |
| Viviane De Muynck     | grootmoeder "Metje"   |                           |
| Mo Bakker             | David Van de Steen    | 9 jaar                    |
| Kes Bakker            | David Van de Steen    | 12 jaar                   |
| Jonas Van Geel        | David Van de Steen    |                           |
| Inge Paulussen        | Hilde De Moor         |                           |
| Louis Talpe           | Gilbert Van de Steen  | vader van David           |
| Elke Van Mello        | Therese Van den Abiel | moeder van David          |
| Zita Wauters          | Rebecca Van de Steen  | zus van David             |
| Ann Tuts              | Bénédicte             | Zuster                    |
| Lucas Van den Eynde   | dokter                |                           |
| Charlotte De Bruyne   | Nathalie              |                           |
| Nico Sturm            | Chantal               |                           |
| Bert Haelvoet         | Den Beir              |                           |
| Aziz Bouhkzar         | Giovanni              |                           |
| Wouter Hendrickx      | Walter Bals           | Rijkswachtofficier        |
| Tom Van Dyck          | Carlos                |                           |
| Philippe Résimont     | Victor Lepoudre       |                           |
| Alain Goethem         |                       | journalist                |
| Kurt Vandendriessche  |                       | wachtmeester rijkswacht   |
| Jos Verbist           |                       | voorzitter Bendecommissie |
| Jurgen Delnaet        | Lootens               | adjudant                  |
| Kurt Defrancq         |                       | schooldirecteur           |
| Iwein Segers          |                       | directeur Delhaize        |
| Koen Monserez         |                       | rijkswachter Delhaize     |
| Yannick De Coster     | Eddy                  | agent                     |
| Hans Van Cauwenberghe |                       | notaris                   |
| Tibo Vandenborre      | Toon Dehaes           |                           |